# Джиперс Криперс (фильм, 2001)
«Джи́перс Кри́перс» (англ. Jeepers Creepers) — фильм ужасов 2001 года режиссёра Виктора Сальвы. Совместное производство Германии и США. Главные роли в фильме исполнили Джина Филипс, Джастин Лонг и Джонатан Брек. Позже вышло несколько продолжений, а также перезапуск.
В центре сюжета фильма история борьбы двух молодых людей, Дэрри и его сестры Триш с кровожадным монстром, питающимся людьми, по имени Крипер, который выходит на охоту каждую 23-ю весну.
Предпремьерный показ фильма состоялся 20 июля 2001 года на международном кинофестивале в Мюнхене. В США картина вышла на экраны 31 августа, а в России — 18 октября. На производство картины было затрачено 10 миллионов долларов, а общемировые сборы составили более 59 миллионов долларов. На DVD фильм был выпущен 8 января 2002 года. Финал картины пострадал из-за сокращений бюджета, который составил один миллион долларов. Заключительная сцена была снята в урезанном формате и не так, как предусматривал режиссёр.

## Сюжет
Дэрри и его сестра Триш едут в автомобиле на каникулы к матери. Неожиданно для них, машину Триш нагоняет грузовик, он сигналит и наконец обгоняет, напугав их. Проезжая мимо заброшенной церкви, они видят тот самый грузовик, а рядом с ним замечают фигуру человека в тёмном плаще и шляпе, который сбрасывает в трубу большие окровавленные свёртки. Поняв, что его заметили, незнакомец садится в свой ржавый грузовик и начинает преследовать испуганных Дэрри и Триш. Когда Дэрри сворачивает в поле, он оставляет их в покое. Заинтригованный Дэрри уговаривает свою сестру вернуться к церкви и узнать, что сбрасывали в трубу. Они возвращаются, и Дэрри пытается заглянуть в подвал через трубу, но испугавшаяся крыс Триш, отпускает брата, и он скатывается вниз по трубе. Дэрри приземляется в тёмном подвальном помещении возле свёртка, который неожиданно начинает шевелиться. Дэрри вскрывает свёрток и видит в нём молодого парня, который умирает у него на руках.
В подвале он видит грубо прикреплённые к потолку и стенам сотни обезображенных человеческих трупов. Многие из тел разрезаны, вскрыты, разрублены, а их части снова пришиты друг к другу в самых чудовищных сочетаниях. На одной из стен подвала он замечает знакомых ему парня и девушку, тела которых сшиты и соединены в позе, изображающей влюблённую пару. Дэрри находит лестницу из подвала. Находясь в сильнейшем шоке, он садится в машину и вместе с сестрой в спешке уезжает прочь. Они доезжают до небольшого придорожного ресторана. Выйдя из машины, они замечают возвращающийся к церкви тот самый грузовик и спешат внутрь ресторана, где просят официантку позвонить в полицию. Неожиданно начинает звонить телефон, Дэрри снимает трубку и слышит женский голос, сразу назвавший его имя и имя его сестры. Голос говорит, что Дэрри и Триш угрожает опасность и им следует ждать беды в тот момент, когда они услышат песню Jeepers Creepers. Дэрри кладёт трубку.
Приезжает полиция. Дэрри допрашивают, но полицейский не верит ему. Официантка прерывает их разговор и они выходят из ресторана. Он видит, что машина открыта, а его вещи разбросаны. Официантка рассказывает, что какой-то мужчина стоял возле машины и жадно нюхал вещи. Полицейские решают ехать в заброшенную церковь, но по рации им передают, что церковь охвачена огнём. В машине Дэрри слышит по радио ту самую песню, которую он слышал по телефону в ресторане. Неизвестно откуда на крыше машины полиции появляется тот самый незнакомец, который убивает полицейских и заставляет Триш остановиться. Дэрри и Триш видят, как их преследователь поднимает отрубленную голову полицейского и зубами вырывает его язык. Они в спешке уезжают и наконец останавливаются у первого попавшегося дома, в надежде позвонить в полицию. К двери подходит старушка, у которой живёт очень много кошек. Дэрри вспоминает разговор с женщиной по телефону. Вдруг гаснет свет, животные чувствуют опасность и хозяйка замечает, что на участке стоит не её пугало. Выйдя из дома, она стреляет в него из ружья и тот, отпрыгивая, попадает к ней в дом, проламывая крышу. Хозяйка возвращается в дом. Раздаётся два выстрела. Убийца выносит старушку и выбрасывает её с крыльца. Дэрри и Триш видят перед собой ухмыляющегося монстра с серой кожей и клыками. Ребята садятся в машину, но ужасное существо уже на дороге. После нескольких неудачных попыток расправиться с монстром, Триш удаётся сбить его. Переехав его несколько раз, они уезжают по ночной дороге в поисках полиции…
В полицейском участке брата с сестрой встречает Жизелль, та самая, что звонила в ресторан. Ей было видение, в котором один из ребят кричал в темноте. Она рассказывает им историю о том, кто преследует их, о существе, питающемся человеческой плотью и выходящем на охоту раз в 23 года. Существо настигает Дэрри и Триш в полицейском участке, куда они вошли, чтобы обратиться за помощью. Монстр восстанавливает потерянные конечности, съев ногу и руку одного из заключённых. Чудовище разрывает на части пытающихся противостоять ему полицейских. Затем оно ловит ребят в комнате для допроса и пытается выбрать одного из них по запаху. Разбив окно в комнате, оно расправляет сложенные за спиной крылья и уносится вместе с Дэрри куда-то далеко. Монстр убивает Дэрри, останки которого оставляет в своём новом логове на заброшенном заводе.

## В ролях
- Джина Филипс — Патриция (Триш) Дженнер[12]
- Джастин Лонг — Дариус (Дэрри) Дженнер
- Джонатан Брек — Крипер[13][14][15] — человекоподобный монстр, имеющий черты инопланетянина, лысая голова которого прикрыта фермерской шляпой; обладает острыми зубами и крыльями, как у летучей мыши[16]. Персонаж предстаёт как загадочная тёмная фигура, безмолвный серийный убийца, находящийся в поиске следующей жертвы[11]. По ходу сюжета становится понятно, что он не человек, несмотря на то, что хочет им казаться[11]. Он поедает части человеческого тела, чтобы продолжать жить[6][17]
- Айлин Бреннан — старуха с кошками, в чей дом за помощью обращаются герои фильма[18][19]
- Патриция Белчер — Жизелль Гэй Хартман — женщина, которая видит вещие сны; помогает полиции в поисках пропавших[11]. Она предупреждает героев о грядущем с помощью телефонного звонка, пытаясь спасти их[6]
- Брендон Смит — сержант Дэвис Таббс
- Джон Бешара — офицер Роберт Гидеон
- Авис-Мари Барнс — офицер Наташа Вэстон
- Том Тарантини — Роуч

- Джастин Лонг
- Айлин Бреннан
- Виктор Сальва

## Производство

### Кастинг
По словам режиссёра и сценариста Виктора Сальвы, образ Дэрри был плохо проработан, а героиня Триш — нет. Однако всё встало на места, когда в проекте появилась Джина Филипс, которая принесла в фильм то, чего так не хватало персонажу. Кроме того, между актрисой и её партнёром Джастином Лонгом моментально возникла «химия», что помогло им достоверно сыграть брата и сестру.

### Съёмки
Съёмки фильма проходили в таких городах и округах штата Флорида, как Бушнелл, Даннеллон, Лейк-Каунти, Мэрион-Каунти, Окала, Самтер-Каунти и Вайлдвуд.
В короткой сцене после титров показано, как грузовик Крипера проносится по дороге на фоне заката под звук гудка.

## Саундтрек
1. Main Title (1:17)
2. The Truck Attacks (3:01)
3. Back To The Church / The Pipe (4:14)
4. Finding The Body (2:36)
5. The House Of Pain (3:02)
6. Trish’s Surprise (0:42)
7. Trish & Darry’s Theme (1:28)
8. The Truck Returns (0:38)
9. The Creeper Attacks (2:13)
10. Monster Mashed / The Big Flap (4:09)
11. Creeper’s Tale (2:42)
12. Bone Appetite (1:06)
13. My Heart Goes Out (2:35)
14. Creepy Crawler (1:56)
15. My Brother’s Keeper (6:31)
16. Jeepers Creepers (2:18)
17. Here Comes The Boogey Man (2:53)
18. Truck’s Horn (Bonus) (0:06)

В фильме также звучали песни:
- «Jeepers Creepers» — Paul Whiteman and his Swing Wing
- «Hush Hush Here Comes the Boogey Man» — Henry Hall and his Orchestra
- «Peek-A-Boo» — Echo 3
- «Where I’m Not» — Greg Hawks & The Tremblers
- «If Only You Were Mine» — The Two Dollar Pistols with Tift Merritt
- «Counting the Hours» — The Two Dollar Pistols with Tift Merritt
- «Voices» — Disturbed (в трейлере)

## Релиз
Премьера фильма состоялась 31 августа 2001 года. Картину показывали в 2944 кинотеатрах.

### Кассовые сборы
При бюджете в $10 млн фильм собрал в США $37 904 175, в других странах — $21 313 614; в итоге во всём мире картина собрала $59 217 789.
Картина поставила рекорд по кассовым сборам в День труда. На данный момент рекорд держит фильм «Хэллоуин 2007», а «Джиперс Криперс» находится на 5-м месте, уступив 3-е место продолжению, фильму «Джиперс Криперс 2».

### Критика
Ресурс «BBC Movies» присвоил фильму 4 звезды из пяти, назвав его «не укладывающимся в голове и жутким, умным хоррор-фильмом. Такой фильм заставляет затаить дыхание».

### Награды
- Премия «Сатурн» (2002):

«Лучший фильм ужасов» (номинация)
«Лучший молодой актёр или актриса» — Джастин Лонг (номинация)
- Премия «Crystal Reel Awards» (2002):

«лучший полнометражный фильм» (победа)
- Премия «International Horror Guild» (2001):

«Лучший фильм» (номинация)
- Премия «Sitges — Catalonian International Film Festival» (2002):

«Лучший фильм» — Виктор Сальва (номинация)

### Продолжения
В 2003 году вышел сиквел под названием «Джиперс Криперс 2». Действие фильма происходит 3, 4 (22, 23 день Крипера) дня спустя после событий первой части, на обочине сельской дороги, где застревает школьный автобус. Крипер и Дэрри — не единственные персонажи первого фильма, появившиеся в продолжении. Актёр Том Тарантини, сыгравший роль преступника, приведённого полицейскими в участок в конце фильма, исполнил роль тренера Дуэйна Барнса во 2-й части.
Студия «MGM» официально объявила о намерениях снять третий фильм под названием «Джиперс Криперс 3», в котором в центре внимания вновь должна была оказаться Триш Дженнер, а роль Крипера вновь должен был сыграть Джонатан Брек.
11 сентября 2015 года было объявлено, что съёмки «Джиперс Криперс 3» начнутся осенью 2016 года. Режиссёром фильма вновь стал Виктор Сальва, также в фильме снялись некоторые актёры из первых двух частей, такие как Брендон Смит, исполнитель роли сержанта Табса.